# Ganymed (Schubert)
Ganymède
Pour les articles homonymes, voir Ganymède (homonymie).
Ganymed (en français Ganymède), D.544, opus 19, no 3, est un lied de Franz Schubert pour voix et piano composé en 1817 sur un texte de Johann Wolfgang von Goethe. C'est le deuxième des trois lieder composés sur des textes du poète durant le mois de mars 1817. Ganymed est précédé par Auf Dem See (« Sur le Lac »), D.543, opus 92, no 2, et suivi de Mahomets Gesang (« Chant de Mahomet »), D.549.

## Contexte
L’année 1817 marque un tournant dans la vie de Schubert, car ce dernier quitte le foyer familial pour s’installer chez son ami Franz von Schober et prendre ainsi son indépendance. Libéré d'une vie familiale probablement oppressante et du métier d'aide-instituteur qu'il n'apprécie pas, le jeune Schubert se retrouve libre de composer autant qu'il le souhaite. Durant cette période, le compositeur est très influencé par les poèmes de son ami Johann Mayrhofer. En effet, nombre de ses lieder s’inscrivent dans la thématique antique des textes du poète, ce qui est notamment le cas de Ganymed.  
Cette année 1817 correspond également à la fin de ses leçons avec Antonio Salieri, ce qui engendre chez le jeune Franz un regain d'intérêt pour les textes allemands. Cet intérêt est néanmoins déjà présent en 1816 car depuis cette date, Schubert avait sans succès tenté d’attirer l’intérêt de Goethe. Malgré l'ignorance du dramaturge vis-à-vis du jeune compositeur, ce dernier continuait d'utiliser les poèmes de l'auteur pour ses lieder. L'opus 19 lui est d’ailleurs dédié. 

## Texte
| Texte original | Regroupements de Schubert | Traduction |
| --- | --- | --- |
| Wie im Morgenglanze Du rings mich anglühst, Frühling, Geliebter ! Mit tausendfacher Liebeswonne Sich an mein Herz drängt Deiner ewigen Wärme Heilig Gefühl, Unendliche Schöne ! Daß ich diesen fassen möcht' In diesen Arm ! Ach an deinem Busen Lieg' [ich,] schmachte, Und deine Blumen, dein Gras Drängen sich an mein Herz. Du kühlst den brennenden Durst meines Busens, Lieblicher Morgenwind ! Ruft drein die Nachtigall Liebend nach mir aus dem Nebelthal. Ich komm', ich komme ! Wohin? Ach, wohin? Hinauf ! Hinauf strebt's. Es schweben die Wolken Abwärts, die Wolken Neigen sich der sehnenden Liebe. Mir ! Mir ! In euerm Schosse Aufwärts ! Umfangend umfangen ! Aufwärts an deinen Busen, Alliebender Vater ! | Wie im Morgenglanze Du rings mich anglühst, Frühling, Geliebter ! Mit tausendfacher Liebeswonne Sich an mein Herz drängt Deiner ewigen Wärme Heilig Gefühl, Unendliche Schöne ! Daß ich diesen fassen möcht' In diesen Arm ! Ach an deinem Busen Lieg' [ich,] schmachte, Und deine Blumen, dein Gras Drängen sich an mein Herz. Du kühlst den brennenden Durst meines Busens, Lieblicher Morgenwind ! Ruft drein die Nachtigall Liebend nach mir aus dem Nebelthal. Ich komm', ich komme ! Wohin? Ach, wohin? Hinauf ! Hinauf strebt's. Es schweben die Wolken Abwärts, die Wolken Neigen sich der sehnenden Liebe. Mir ! Mir ! In euerm Schosse Aufwärts ! Umfangend umfangen ! Aufwärts an deinen Busen, Alliebender Vater ! | Dans l’éclat du matin De quels feux tu m’entoures, Printemps, mon Bien-aimé ! En un afflux d’amoureuses ivresses, Se presse vers mon cœur Le sentiment sacré De ton ardeur éternelle, Beauté infinie ! Que ne puis-je t’étreindre De ces bras ! Ah ! sur ton sein je suis Étendu, je languis Et tes fleurs et ton herbe Se pressent sur mon cœur. Tu viens calmer la soif Ardente de mon être, Brise exquise de l’aube, Où vers moi le rossignol jette Son cri d’amour, hors des brumes du val. Me voici, me voici ! Mais où aller, mais où ? Là-haut, être enlevé là-haut ! Les nuages flottants S’abaissent, les nuages S’inclinent vers l’amour soulevé de désir. Vers moi, vers moi ! Et que, blotti en vous, Je monte ! Enlaçant, enlacé ! Et que j’aille, en montant, me serrer contre toi, Père, universel amour |

Dans le Ganymed de Goethe, Schubert retrouve la thématique de la Grèce antique chère à son modèle Mayrhofer. La signification personnelle du poème pour le compositeur demeure sujette à plusieurs interprétations. Il semble tout d’abord certain que Schubert avait connaissance de la dimension homo-érotique du récit, qui dans sa version originale relate les amours de Ganymède et de Zeus. Le jeune compositeur, désormais émancipé, fut certainement témoin de la vie de bohème de ses amis et de ce fait fut peut-être également tenté par l’amour homosexuel. Quant à la thématique de l’envol, prédominante tant dans le texte que dans la musique, elle peut également évoquer le départ de Schubert de la maison familiale. On peut aussi lire dans Ganymed la notion de Sehnsucht intérieure, cette aspiration vers un monde autre, sentiment partagé par le compositeur avec ses amis depuis 1816. Enfin, la place majeure du « Père, universel amour » pourrait évoquer l’amour de Schubert pour son père, resté fort malgré le départ du jeune Franz. 
Le poème de Goethe sur lequel s’appuie Schubert a été écrit vers 1774 et fut initialement publié en 1789 dans le recueil Goethes Schriften. Achter Band, Vol.8. La structure se compose de trois strophes de respectivement huit, neuf et dix vers libres, les deux premières étant séparées par deux distiques (« Dass ich dich fassen möcht’ / In diesen Arm ! » et « Ich komm’ich komme ! / Ach wohin, wohin ? »).  
Le contenu du poème présente un traitement assez inédit et singulier du récit mythique de Ganymède. En effet, la version goethéenne diverge considérablement du mythe originel ; Zeus et sa métamorphose en aigle ainsi que le rapt et la transformation du jeune homme en échanson, deux éléments pourtant inhérents au mythe, demeurent absents. En réalité, plutôt que d’illustrer le jeu de séduction entre Ganymède et Zeus, Goethe exploite deux sujets principaux : l’amour et la fusion progressive du jeune homme avec la nature. 
Chaque strophe constitue d'ailleurs un pas de plus vers cette fusion charnelle : la première strophe illustre une proximité avec la nature sans pour autant de contact concret : « De quels feux tu m’entoures », « Que je puis-je t’étreindre ». Ensuite, la seconde strophe marque d’ores et déjà une évolution car un réel contact est établi : « Ah ! sur ton sein je suis », « Tes fleurs et ton herbe se pressent sur mon cœur ». Enfin, dans la troisième et dernière strophe, la fusion a lieu : « Et que, blotti en vous ». Chaque strophe y fait référence avec une multitude de termes : « feu », « ivresse », « ardeur » (première strophe), ardente (deuxième strophe) et « désir » (troisième strophe). La nature est présente à travers l’évocation du printemps (première strophe), des fleurs, de l’herbe, du rossignol (deuxième strophe), des nuages (troisième strophe), etc. La prépondérance du milieu naturel s’explique par le mouvement littéraire du Sturm und Drang dans lequel Goethe s’intègre pleinement à l’époque. À son tour, l’amour est également présent dans chaque strophe à travers les mots « Bien-aimé », « amoureuses », « cœur », « sentiment » (première strophe) et « amour » (deuxième et troisième strophes).
Cependant, Schubert modifie la structure de Goethe en répartissant les vers en six strophes séparées par de brefs interludes pianistiques d'une à six mesures. De cette manière, le compositeur amoindrit l’importance des deux distiques du poète qui constituent selon Emmanuel Reibel deux moments de scepticisme quant à la réalisation de la fusion entre la nature et l’homme, contrastant de cette manière avec le reste du poème.

## Éditions

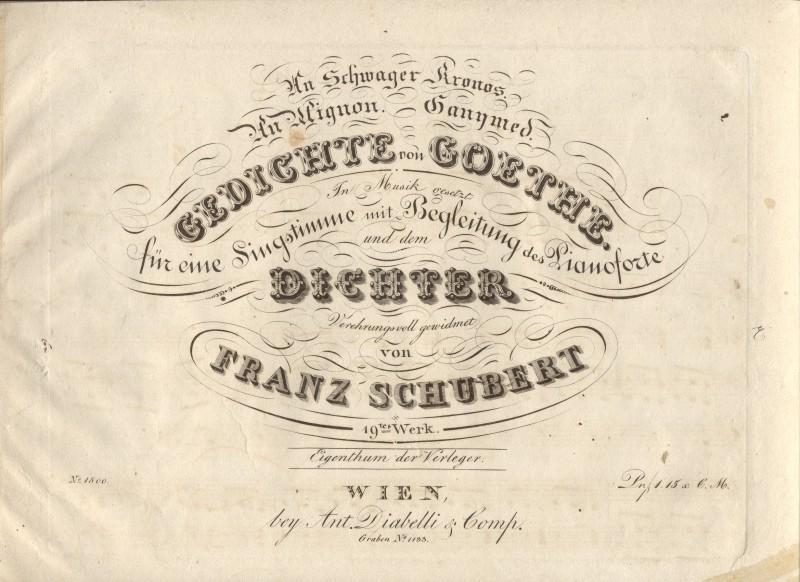
Couverture dédicacée de l'édition de Diabelli : « Gedichte von Goethe. In Musik gesetzt für eine Singstimme mit Begleitung des Pianoforte und dem Dichter Verehrungsvoll gewidmet von Franz Schubert » (« Poèmes de Goethe. Mis en musique pour une voix avec accompagnement de piano-forte et pieusement dédié au poète par Franz Schubert »). Schubert-Online Diabelli

Le manuscrit autographe, daté de mars 1817, a disparu depuis 1928 à Vienne à la suite de l’exposition du centenaire de la mort de Schubert. Le lied est initialement publié en juin 1825 à Vienne par Anton Diabelli et est dédié par Schubert (sans permission) à Goethe. Ganymed y est précédé par An Schwager Kronos (D 369) et An Mignon (D 161). Cette publication est marquée « Etwas langsam » mais d’autres contiennent les annotations « Etwas geschwind » et « alla breve ». L'édition de 1825 est suivie en 1895 par celle de Breitkopf & Härtel à Leipzig dans le recueil Schubert’s Werke, Serie XX : Sämtliche einstimmige Lieder und Gesänge, Band 5. 1817-18, No.311. Le lied est ensuite publié chez les éditions Peters vers 1910 dans le recueil Gesänge für eine Singstimme mit Klavierbegleitung, Band 1, Ausgabe für Alt oder Bass. Enfin, Ganymed figure dans le premier volume (Lieder 1) de la quatrième série du Neue Schubert-Ausgabe (New Schubert Edition) paru chez Bärenreiter en 1970.

## Analyse de l'œuvre
Ganymed est un lied Durchkomponiert (« composition continue »). Selon Christopher Gibbs, l'année 1817 coïncide avec un intérêt prédominant chez Schubert pour les compositions aux tonalités progressives et cela s'illustre parfaitement dans Ganymed. La construction musicale de Schubert pour ce lied est en effet très dynamique et représente un mouvement en avant: chacune des six strophes constitue un palier qui mènera à l’apothéose finale sur « Alliebender Vater ». Le caractère progressif de la musique se calque ainsi sur le caractère ascensionnel du texte.  
L'ensemble du lied suit une mesure en 4/4. La première strophe est en la bémol majeur. Cette tonalité, selon John Reed cité par Susan Youens, serait l'occasion pour Schubert d'exprimer sa foi dans le pouvoir de la nature à revivre et à renouveler ainsi qu'un sentiment de sécurité et d'amour réciproque. Les notes pointées de cette strophe créent une atmosphère douce, pure, joyeuse et légère et dépeignent parfaitement la matinée printanière et l’hymne à la beauté évoqués dans le poème de Goethe. Dès la seconde strophe, l’atmosphère se modifie ; le tempo de l’accompagnement instrumental s’accélère et la voix, aérienne et douce dans la première strophe, se fait plus forte. L’afflux dont il est question dans le poème s’exprime musicalement. La tonalité se modifie également et tend vers le do bémol majeur. Sur le dernier vers de la strophe (« Heilig Gefühl »), basse et mélodie s’accordent rythmiquement pour ne faire plus qu’un et jouer simultanément sept accords successifs. Cette succession d'accord est systématique dans ce poème lorsque les vers évoquent le sacré. Cette succession d’accord entraine un certain retour au calme et débouche sur une cadence parfaite dans la nouvelle tonalité de do majeur. La troisième strophe se compose de deux mesures différentes répétées de manière à former un schéma AA - BB - AA - BB - AA alternant accord de tonique (do) et de dominante (sol). Les triolets y créent une ambiance haletante illustrant le besoin qu’éprouve Ganymède d’étreindre la nature. Les deux derniers vers de la strophe constituent une transition nous menant à la tonalité suivante : mi majeur. Quatre mesures instrumentales introduisent la quatrième strophe. À l'instar des vers qui évoquent une brise apaisant les rêves du jeune homme, l’accompagnement du piano est calme et doux. Contrastant avec ce moment de repos, l’interlude pour piano qui s'ensuit est assez vif et rapide de par ses rythmes de doubles et triples croches. La dernière strophe, la plus longue, débute par le deuxième distique (« Ich komm’ »), intégré à la strophe, très dynamique et exprimant une réelle envolée, une délivrance, un élan de liberté, tant musical que textuel. L’accompagnement s’accélère (un poco accelerando) et les deux mains, au long des trois premiers vers de cette dernière strophe, jouent inlassablement une succession de croches. La tonalité se transforme une ultime fois et passe en fa majeur. Le rythme s’accélère de nouveau avec le vers « Mir! Mir! » créant une tension assez palpable qui se résout sur le dernier vers « Alliebender Vater », qui fait presque figure d’un Alleluia religieux par le dépouillement de l’accompagnement et la prédominance de la voix chantant une prière au « Père, universel amour ». S'ensuit un coda reprenant depuis le cinquième vers de la strophe mais avec des notes légèrement différentes. Enfin, « Allibender Vater » est repris deux dernières fois sur onze mesures d’accords successifs figurant un mouvement musical ascensionnel (« Et que j’aille, en montant, me serrer contre toi ») avec des accords de plus en plus aigus qui traduisent cette volonté d’atteindre le ciel, le « Père ». Deux accords de tonique (fa) concluent le lied. Par leur légèreté, leur caractère aérien, ils figurent l’apaisement, l’envol mais aussi l’atteinte du Père céleste, de l’amour, et de la sérénité qui en découlent. 

## Discographie
La discographie complète de ce lied comprend près d’une centaine d’enregistrements, nombre doublé si l’on prend en compte les différentes éditions selon les pays et les maisons d’édition. 
| Date | Chant                      | Piano | Titre de l'album                      | Éditeur                            |
| ---- | -------------------------- | --- | ------------------------------------- | ---------------------------------- |
| 1952 | Gérard Souzay              | Jacqueline Bonneau | A Schubert Recital                    | Decca (LX 3104)                    |
| 1953 | Elisabeth Schwarzkopf      | Edwin Fischer | Schubert Lieder                       | Columbia (33 FCX 181)              |
| 1959 | Irmgard Seefried           | Erik Werba | Lieder Nach Gedichten von Goethe      | Deutsche Grammophon (LPEM 19 115)  |
| 1960 | Dietrich Fischer - Dieskau | Jörg Demus | Ein Schubert-Goethe-Liederabend       | Deutsche Grammophon (SLPM 138 117) |
| 1972 | Elly Ameling               | Irwin Gage, Jörg Demus | Schubert Lieder                       | His Master’s Voice (HQS 1261)      |
| 1993 | Elizabeth Connell          | Graham Johnson | The Hyperion Schubert Edition, Vol. 5 | Hyperion (CDJ33005)                |
| 1998 | Ian Bostridge              | Julius Drake | Schubert Lieder                       | EMI Classics (7243 5 56347 2 6)    |
| 2016 | Matthias Goerne            | Alexander Schmalcz, Andreas Haefliger, Christoph Eschenbach, Elisabeth Leonskaja, Eric Schneider, Helmut Deutsch, Ingo Metzmacher | Schubert Lieder                       | Harmonia Mundi (HMX 2908750.61)    |

### Ouvrages
- Brigitte Massin, Franz Schubert, Paris, Fayard, 1977
- Christopher Gibbs, Schubert, New York, Cambridge University Press, 1997
- David Damschroder, Harmony in Schubert, New York, Cambridge University Press, 2010
- John Reed, The Schubert Song Companion, Manchester University Press, 1997
- Otto Erich Deutsch, Franz Schubert, Thematisches Verzeichnis seiner Werke in chronologischer Folge, Cassel, Bärenreiter, 1978
- Susan Youens, Schubert's poets and the making of lieder, New York, Cambridge University Press, 1999

### Articles
- René-Marc Pille, Le Ganymède de Goethe ou l'exaltation de l'immanence, dans Véronique Gély (dir.), « Ganymède ou l'échanson. Rapt, ravissement et ivresse poétique », pp. 179-187, disponible sur https://books.openedition.org/pupo/1774
- Emmanuel Reibel, Schubert et Wolf face au Ganymède de Goethe, dans Véronique Gély (dir.), « Ganymède ou l'échanson. Rapt, ravissement et ivresse poétique », pp. 189-197, disponible sur https://books.openedition.org/pupo/1775

### Notices discographiques
- Blair Johnston, « Franz Schubert. "Ganymed" ("Wie im Morgenglanze"), song for voice & piano, D. 544 (Op. 19/3) », disponible sur https://www.allmusic.com, consulté le 14 novembre 2019
- Graham Johnson, « Ganymed D.544 », disponible sur https://www.hyperion-records.co.uk/, 1989, consulté le 20 novembre 2019
- Kristina Baron-Woods, « Schubert’s Ganymed and the transfiguration of self in poem and music », disponible sur https://journals.uvic.ca/index.php/me/index, 2009, consulté le 14 novembre 2019
- Peter Schöne, « Ganymed D 544 - Opus 19 / 3 », disponible sur Schubertlied.de, consulté le 25 novembre 2019